# Белир
Белир (фр. Belluire) насеље је и општина у западној Француској у региону Поату-Шарант, у департману Приморски Шарант која припада префектури Сент.
По подацима из 2011. године у општини је живело 217 становника, а густина насељености је износила 48,22 становника/km². Општина се простире на површини од 4,5 km². Налази се на средњој надморској висини од 30 метара (максималној 42 m, а минималној 14 m).

## Демографија
| 1962. | 1968. | 1975. | 1982. | 1990. | 1999. | 2011. |
| ----- | ----- | ----- | ----- | ----- | ----- | ----- |
| 185   | 198   | 188   | 186   | 168   | 195   | 217   |

График промене броја становника у току последњих година